# Офена
Офена (итал. Ofena) је насеље у Италији у округу Л'Аквила, региону Абруцо.
Према процени из 2011. у насељу је живело 454 становника. Насеље се налази на надморској висини од 491 м.

## Становништво
Према резултатима пописа становништва 2011. у општини је живело 527 становника.
| 1931. | 1936. | 1951. | 1961. | 1971. | 1981. | 1991. | 2001. | 2011. |
| ----- | ----- | ----- | ----- | ----- | ----- | ----- | ----- | ----- |
| 2.197 | 2.107 | 2.000 | 1.313 | 956   | 893   | 757   | 611   | 527   |